# Северно Косово
Северно Косово включва територията на три косовски общини (Зубин поток, Звечан, Лепосавич) и част от община Косовска Митровица. Това е сръбската част от държавата Косово, на чиято територия възниква средновековната сръбска държава. 

## География
Областта е позната със сръбския топоним Ибърски колашин (сръбски: Ибарски Колашин, Ibarski Kolašin; албански: Kollashini i Ibrit), тъй като е разположена по течението на река Ибър в т.нар. Поибрие. Територията е изкуствено придадена през 1959 г. към тази на бившата сръбска автономна област Косово и Метохия, с цел усилване на сръбския елемент в областта.
Обхваща около 1200 км ², или 11,1 % от територията на Косово. Районът е богат на минерални ресурси, като тук се намира рудодобивния комплекс Трепча.